# Alhag
Alhag (lat. Alhagi), rod polugrmova i grmova iz porodice mahunarki smješten u tribus Hedysareae. Postoje najmanje tri vrste u pustinjskim i polupustinjskim krajevima raširene od jugoistočnog Mediterana pa do Nepala. Najpoznatija vrsta je devin trn ili mana drvo (Alhagi maurorum) koja ima četiri podvrste.
Latinsko ime roda dolazi od arapskog u značenju hodočasnik.

## Vrste
1. Alhagi brevispina Maire
2. Alhagi maurorum Medik.
3. Alhagi nepalensis (D.Don) Shap.